# Spiniderolus
Spiniderolus is een kevergeslacht uit de familie van de boktorren (Cerambycidae). De wetenschappelijke naam van het geslacht werd voor het eerst geldig gepubliceerd in 1958 door Lepesme & Breuning.

## Soorten
Spiniderolus omvat de volgende soorten:
- Spiniderolus euparus (Aurivillius, 1907)
- Spiniderolus malaisei (Lepesme & Breuning, 1958)
- Spiniderolus parus (Jordan, 1903)
- Spiniderolus punctipennis (Lepesme & Breuning, 1958)
- Spiniderolus subcinctus (Lepesme & Breuning, 1958)